# Armando Castro
Armando Isaí Castro Oviedo (Puerto Cortés, Honduras, 25 de noviembre de 1983) es un árbitro de fútbol hondureño. Es árbitro de la Liga Nacional de Fútbol de Honduras y árbitro internacional de la FIFA desde el año 2006.